# 6236 Mallard
6236 Mallard este un asteroid din centura principală de asteroizi.

## Descriere
6236 Mallard este un asteroid din centura principală de asteroizi. A fost descoperit pe 29 noiembrie 1988 la Oohira de Observatorul din Nihondaira (station d'Oohira). Asteroidul prezintă o orbită caracterizată de o semiaxă mare de 3,14 ua, o excentricitate de 0,18 și o înclinație de 1,9° în raport cu ecliptica.